# Мадера Массандра
Маде́ра Масса́ндра — марочное белое креплёное вино. Единственный производитель — ГК НПАО «Массандра» в Крыму.

## История
Вино производится с 1892 года. Его изготавливают из винограда сортов Альбильо, Вердельо и Серсиаль, произрастающих преимущественно на шиферных почвах. Используют виноград, содержание сахара в котором достигает 20 %.
Особенностью технологии изготовления является использование процесса мадеризации, который в данном случае заключается в выдержке вина в течение 5 лет в дубовых бутах на специальной мадерной площадке под открытым солнцем. Благодаря этой особенности крымскую Мадеру называют «дважды рождённой солнцем». В процессе изготовления вино теряет 40 % своего объёма.
Характеристики вина: спирт — 19,5 %, сахара — 3 г/100 куб. см, титруемых кислот — 4—6 г/куб. дм. Цвет — золотой. Букет с оттенками калёного ореха. Срок выдержки 5 лет.

## Награды
На международных конкурсах вино удостоено 10 золотых и 5 серебряных медалей. Среди них награды на конкурсах «Брюссель» (1958), «Венгрия» (1958 и 1960), «Крым-вино 95», Выставке достижений народного хозяйства хозяйства СССР (серебряная медаль) и др.